# 鍾沂
鍾沂（1514年—？），字宗魯，號右原，江西南昌府南昌縣人，民籍，明朝政治人物。

## 生平
嘉靖二十二年（1543年）癸卯科江西鄉試第二十五名舉人。嘉靖三十二年（1553年）中式癸丑科會試第三百九名，三甲第二十五名進士。吏部观政，授福建瓯宁知县，选授监察御史，三十六年四月奉命催督诸处逋欠，又巡按浙江、福建、陜西、廣東、貴州諸處，有廉潔之名。四十三年监甲子陕西乡试，得人最盛。隆慶年间掌管京察，再侍經筵，遷太僕寺少卿，予告歸。致仕後，與司馬萬恭議覆一條鞭法，又與司寇魏時亮講學。卒祀乡贤。

## 家族
曾祖鍾叔順；祖父鍾玉潤；父鍾彩，母何氏；繼母熊氏。弟沐、治、液、治、滚、淳。